# Церковь Святого Николая (Стокгольм)
Церковь Святого Николая (швед. Sankt Nikolai kyrka, а также швед. Storkyrkan — Стурчурка, Большая церковь) — кафедральный собор Стокгольма (с 1942 года), главный собор Стокгольмского диоцеза и старейшая церковь исторического центра Стокгольма. 
Здание представляет собой образец шведской неоготической архитектуры с элементами кирпичной готики во внутренней архитектуре собора. Расположенный рядом с Королевским дворцом, собор выходит восточным фасадом на Королевскую площадь, одновременно замыкая с запада улицу Слоттсбаккен. Улицы Стурчуркубринкен, Челларгренд и Тренгсунд проходят к северу и к западу от здания. К югу от церкви расположено здание Стокгольмской фондовой биржи.

## История
Впервые церковь Святого Николая упомянута в завещании рыцаря Юхана Карлссона, датированном 1279 годом, в котором он даровал «стокгольмской большой церкви» («Stockholms Stora Kyrka») одну марку серебра.
Во время Реформации собор стал лютеранским (начиная с 1527 года). Первоначально здание использовалось как церковь прихода Святого Николая, однако со временем она стала сперва главной церковью острова Стадсхольмен, затем — исторического района «Старый город», а в конечном итоге после образования диоцеза Стокгольма в 1942 году, который был выделен из диоцеза Уппсалы, стала кафедральным собором.
Церковь была местом коронации шведских королей. Последним коронованным здесь королём был Оскар II, коронация которого состоялась в 1873 году.

## Архитектура

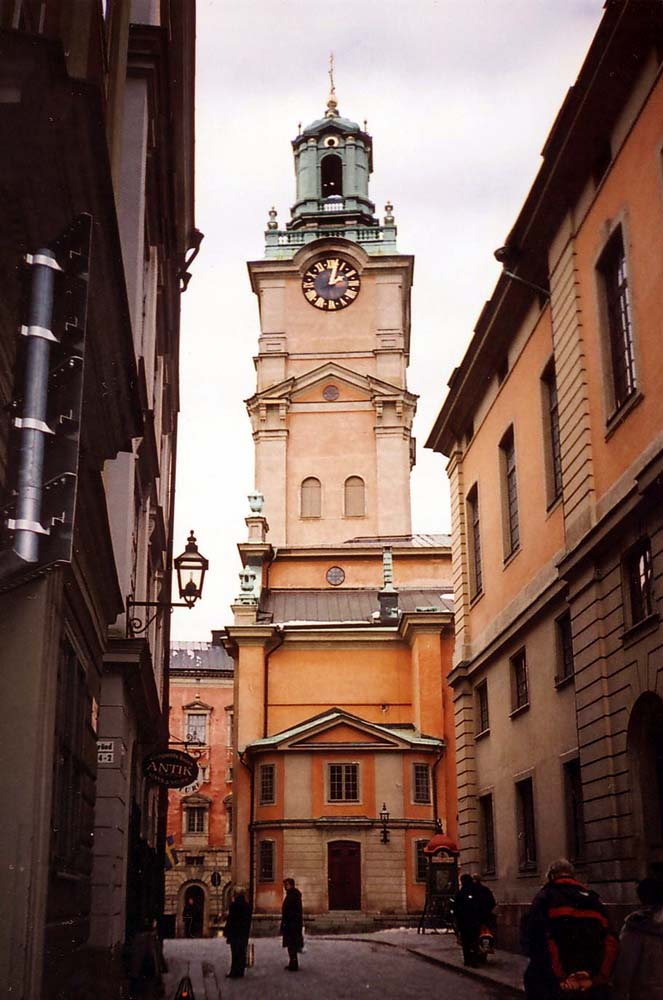
Колокольня церкви

Колокольня церкви построена из кирпича, стены оштукатурены и выкрашены в жёлтый и белый цвета. Первоначальная конструкция здания восходит к XIII веку, однако внешний вид здания был существенно изменён в стиле барокко около 1740 года архитектором Юханом Эбергардом Карлбергом.

## Внутреннее убранство

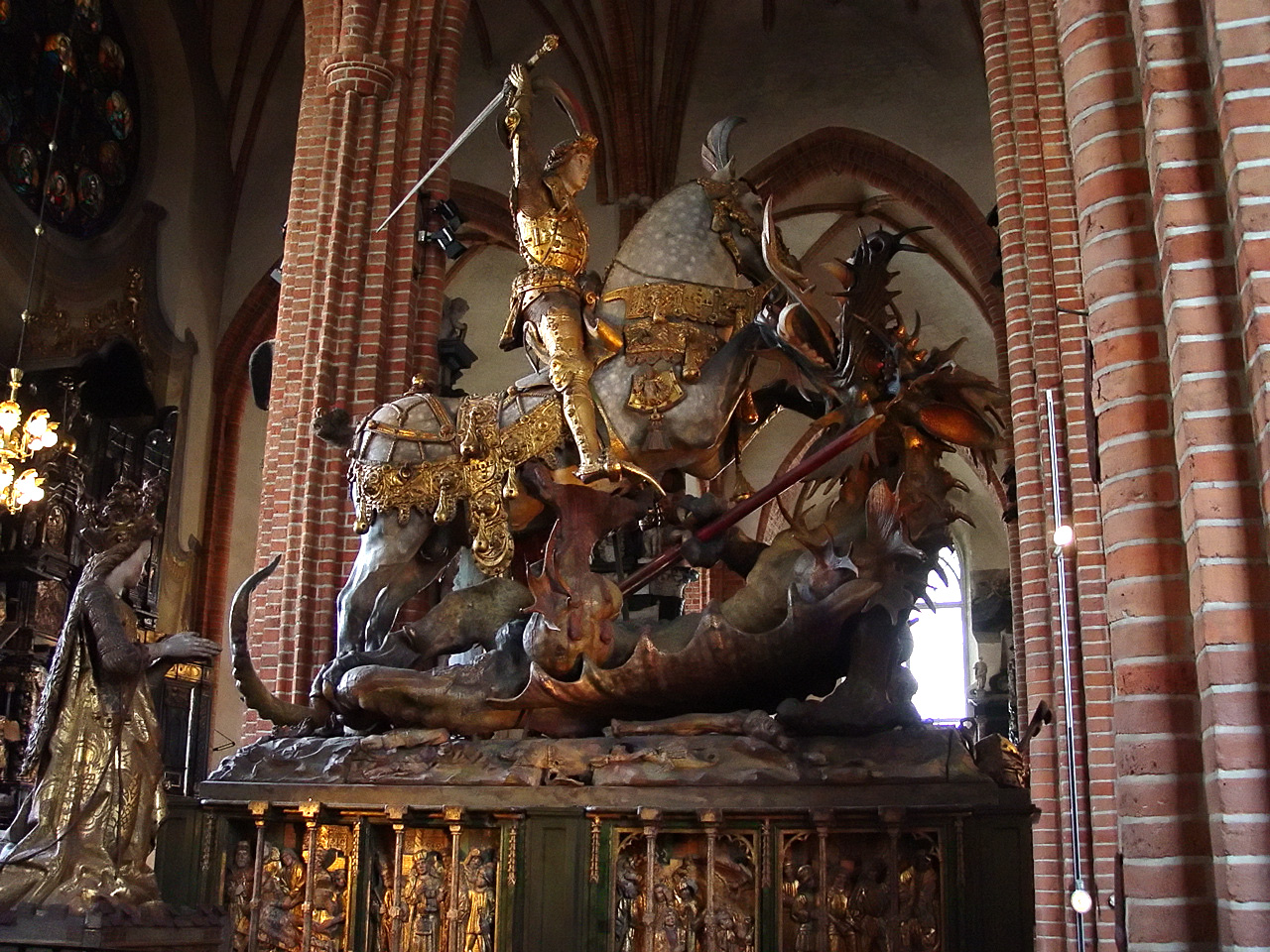
Средневековая скульптура «Св. Георгий и дракон»

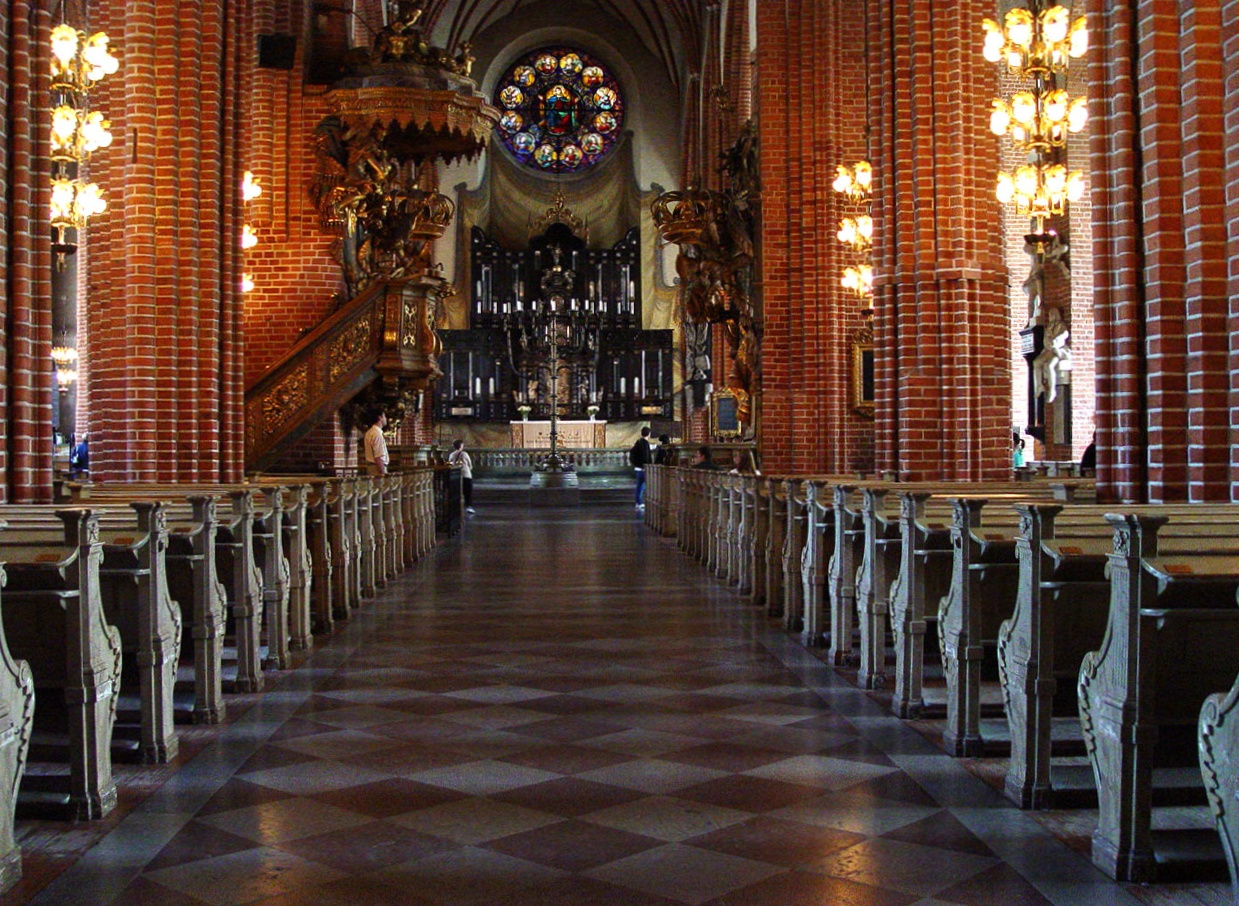
Центральный неф

Среди художественных шедевров, находящихся в соборе, средневековая деревянная статуя Святого Георгия и Дракона, авторство которой приписывается Бернту Нотке (1489). Статуя с одной стороны являлась памятником сражения при Брункеберге (1471), с другой — служила реликварием мощей святого Георгия и двух других святых.
В церкви также находится копия 1632 г. с утраченного оригинала самого старого изображения Стокгольма, картины «Vädersolstavlan» («Ложное солнце», 1535). Картина была создана по поручению учёного и реформатора Олауса Петри. На ней изображён паргелий, который в старину рассматривался как предзнаменование.
Статуя самого Олауса Петри была установлена у восточной стены церкви в XIX веке.